# الركل والصراخ (فلم 2005)
الركل والصراخ (بالإنجليزية: Kicking & Screaming) هو فيلم كوميدي رياضي أمريكي صدر عام 2005 من إخراج جيسي ديلان وكتابة ليو بنفينوتي وستيف رودنيك . وبطولة ويل فيريل وروبرت دوفال.

## القصة
عندما كان فيل ويستون طفلًا لم يكن قادرًا على تلبية متطلبات والده المتسلط باك ويستون. ورث فيل الطبيعة التنافسية لوالده بينما ورث ابنه سام افتقار فيل إلى المواهب الرياضية. بصفته مدربًا لسام لكرة القدم يأمل فيل في تحويل فريق الخاسرين في المركز الأخير إلى أبطال حتى يتمكنوا من التغلب على الفريق المنافس الذي يدربه باك.

## الميزانية والإيرادات
بلغت تكلفة إنتاج الفيلم حوالي 45 مليون دولار بينما حقق إيرادات تقدر بـ 56070433 دولار.

## وصلات خارجية
- الركل والصراخ (فيلم 2005) على موقع IMDb (الإنجليزية)
- الركل والصراخ (فيلم 2005) على موقع ميتاكريتيك (الإنجليزية)
- الركل والصراخ (فيلم 2005) على موقع روتن توميتوز (الإنجليزية)
- الركل والصراخ (فيلم 2005) على موقع نتفليكس (الإنجليزية)
- الركل والصراخ (فيلم 2005) على موقع قاعدة بيانات الأفلام العربية
- الركل والصراخ (فيلم 2005) على موقع ألو سيني (الفرنسية)
- الركل والصراخ (فيلم 2005) على موقع Turner Classic Movies (الإنجليزية)
- الركل والصراخ (فيلم 2005) على موقع أول موفي (الإنجليزية)
- الركل والصراخ (فيلم 2005) على موقع بوكس أوفيس موجو (الإنجليزية)
- الركل والصراخ (فيلم 2005) على موقع فيلمافينيتي (الإسبانية)